# Jacques de Veny d'Arbouze
Jacques de Veny d'Arbouze (mort le 29 août 1635), religieux, fut le 50e abbé de Cluny et tenta vainement de réformer cette abbaye.

## Biographie
Jacques de Veny d'Arbouze, fils de Michel de Veny seigneur d'Arbouze et de Péronnelle de Marillac est issu d'une noble famille auvergnate apparentée à Michel de Marillac. Il est Grand-Prieur de l'Abbaye de Cluny qu'il dirige de facto pendant l'abbatiat du commendataire le cardinal Louis de Loraine. En 1600 il est le définiteur du chapitre général de l'Ordre et en 1621 il fait composer et recevoir des statuts conformes à la réforme de Saint-Maur qu'il fait approuver par le Parlement et qu'il tente d'imposer lorsqu'il est élu abbé régulier le 28 août 1621. Trop âgé et trop faible, il se heurte à une forte opposition de certains moines lors des chapitres généraux de 1626 et 1627. Cette opposition est soutenue en sous main par le cardinal de Richelieu qui se fait nommer par le roi coadjuteur le 17 avril 1627, qui reçoit ses bulles le 28 décembre et le pousse à se démettre le 3 avril 1629. Il meurt en 1635 retiré dans son prieuré de Ris et est inhumé dans l'église de Cuny.